# Тайфа
Та́йфа (исп. taifa от араб. طائفة‎, та́ифа, множ. — طوائف‎, таваиф) — историко-географическое название мусульманских эмиратов, явившихся продуктом феодальной раздробленности, поразившей некогда могущественный Кордовский халифат к 1031 году вплоть до окончания Реконкисты в 1492 году. Гранадский эмират (1013 — 2 января 1492) стал последней арабской тайфой в Европе и последним исламским государством на Пиренейском полуострове. Захватив и его, христиане завершили 8-вековой процесс отвоевания полуострова. Падение Гранады, как и падение Константинополя, явилось важной вехой в истории Европы. Тем не менее, последствия феодальной раздробленности исламского периода оставили свои следы в культуре, языке, традициях регионов Испании на долгие столетия. В определенном смысле практика тайфа перенесена испанскими колонизаторами в Америку, где в XIX—XX веках образовался целый ряд независимых латиноамериканских государств, часто враждующих между собой несмотря на единство языка и общность культуры.

## Происхождение и историческое развитие

Территориальное деление Иберийского полуострова около 1031 года

Тайфа представляла собой мусульманский аналог феодальной раздробленности христианской Европы. Процесс дробления начался после отпадения Кордовского халифата в Иберии от североафриканских владений Багдадского халифата (929). Процесс дробления резко усилился после 1031 года, ненадолго прерываясь лишь дважды.

## Население тайфы

Тайфы около 1037 года

Тайфы около 1080 года

Население тайфы, как и население мусульманской Испании в целом, особенно южной её половины, было крайне пёстрым — многонациональным, многоязычным, мультирелигиозным, а потому и имело значительный конфликтный потенциал, подрывавший стабильность эмиратов, и без того страдавших от политико-экономических неурядиц. Ослаблению эмиратов с начала XIII до конца XV века способствовали постоянные войны с христианами, в результате которых эмирам зачастую приходилось выплачивать тяжёлую дань. Кроме междоусобиц политико-экономического характера, усилились и межэтнические распри среди народов, составлявших население Южной Испании. Значительную часть тех, кого испанцы называли маврами, составляли берберы — выходцы из североафриканских племён, покорённых арабами. Потомки завоевателей и представители элитных династий — арабы — зависели от наёмников-берберов так же, как впоследствии османские султаны — от своих разношёрстных янычар.
В Южной Испании на всём протяжении исламского правления сохранялись группы романоязычных, и частично ассимилированных арабоязычных, христиан-мосарабов — потомков романизированного населения Римской Испании, а также многочисленные ладиноязычные еврейские общины. Значительная часть населения Гранады и других прибрежных эмиратов (например, тайфа Дения) состояла из военнопленных — христиан-рабов, в том числе славян-сакалиба. В этом национальном конгломерате арабы представляли как бы высшую феодальную касту. Но составлявшие войско многочисленные и враждебные верхушке власти берберы и отчасти муваллады постоянно подрывали силу аристократии своими интригами, партийной борьбой, заговорами и мятежами. Особую опасность составляли перемётные наёмники-ренегаты, сотрудничавшие то с христианами, то с мусульманами в зависимости от ситуации и личной выгоды. В династической борьбе принимали самое активное участие арагонские и кастильские короли, поддерживая ту или иную группировку. Ситуация время от времени усугублялась массовым притоком мусульманских беженцев из других регионов Испании, приграничными стычками с христианами, пошлинами и таможенными проблемами, из-за которых возникали перебои с провизией, а соответственно голод и болезни.
После падения очередной тайфы в ней происходила резкая смена религиозно-языковой атмосферы. Арабский язык приходил в упадок, а местные мосарабские говоры поглощались кастильским или арагонским языками. Мусульмане тут же смещались с политико-административных постов, фокусируясь на ведении сельского хозяйства (мудехары), а исконные христиане обретали элитарный статус верхушки общества (сходный процесс наблюдался на Балканах в ходе болгаризации конца XIX века).

## Полный список эмиратов Иберии
Здесь приведён полный анахроничный список эмиратов периода Реконкисты на основе их современных испанских или португальских названий:
- Альбаррасин: 1011—1104 (к Альморавидам)
- Альмерия: 1011—1091 (к Альморавидам); 1145—1147 (к Кастилии, затем к Альмохадам)
- Альпуэнте: 1009—1106 (к Альморавидам)
- Альхесирас: 1035—1058 (к Севилье)
- Аркос: 1011—1091 (к Альморавидам); 1143 (к Альмохадам)
- Бадахос (арабск.Бадальджос): 1009—1094 (к Альморавидам); 1145—1150 (к Альмохадам)
- Баэса: 1224—1226 (к Кастилии)
- Балеарские острова также Майорка: 1076—1116 (к Альморавидам)
- Бежа и Эвора: 1114—1150 (к Альмохадам)
- Валенсия: 1010/11-94 (к Эль Сиду, формальному вассалу Кастилии); 1145-72 (к Альмохадам); 1228/1229-1238 (к Арагону)
- Гранада (арабск. Гарната): 1013—1090 (к Альморавидам); 1145 (предполож. к Альмохадам); 1237—1492 (формально тайфа, фактически часть Кастилии); 1568—1571 (краткий период независимости после успешного мусульманского восстания Альпухаррас (исп. Las Alpujarras) после того как христиане ввели запрет на арабские и исламские обычаи, временное правление двух эмиров, назначенных повстанцами)
- Гуадис и Баса: 1145—1151 (к Мурсии)
- Дения: 1010/1012-1076 (к Сарагосе); 1224—1227 (возможно к Альмохадам)
- Константина и Орначуэлос[исп.]: 1143—1150 (к Альмохадам)
- Кордова (республика): 1031—1091 (к Севилье)
- Кармона: 1013—1091 (к Альморавидам); о втором периоде данных нет
- Лиссабон: 1022-? (к Бадахосу)
- Лорка: 1051-91 (к Альморавидам); 1240—1265 (к Кастилии)
- Малага: 1026—1057/1058 (к Гранаде); 1073—1090 (к Альморавидам); 1145—1153 (к Альмохадам)
- Менорка: 1228—1287 (к Арагону)
- Мертола: 1033—1091 (к Альморавидам); 1144-45 (к Бадахосу); 1146—1151 (к Альмохадам)
- Молина[исп.]: ?-1100 (к Арагону)
- Морон: 1013—1066 (к Севилье)
- Мурсия: 1011/1012-1065 (к Валенсии); 1065—1078 (к Севилье); 1145 (к Валенсии); 1147—1172 (к Альмохадам); 1228—1266 (к Кастилии)
- Мурвьердо[исп.] и Сагунто: 1086—1092 (к Альморавидам)
- Ньебла: 1023/1024-1091 (к Севилье); 1145—1150? (к Альмохадам); 1234—1262 (к Кастилии)
- Ориуэла: 1239/1240-1249/1250 (к Мурсии или Кастилии)
- Пурчена[исп.]: 1145—1150 (к Мурсии)
- Ронда: 1039/1040-1065 (к Севилье); 1145 (к Альморавидам)
- Сальтес и Уэльва: 1012/1013-1051/1053 (к Севилье)
- Санта Мария де Альгарви: 1018—1051 (к Севилье)
- Сантарен: ?-1147 (к Португалии)
- Сарагоса: 1018—1046 (по предводительством султана Бану Тухиба; затем Бану Худа); 1046—1110 (к Альморавидам; в 1118 к Арагону); восстановлен с центром в Руэде до 1030 (перешёл к Арагону)
- Сегорбе: даты неизвестны
- Сегура: 1147-? (даты неизвестны)
- Севилья: 1023—1091 (к Альморавидам)
- Сеута: 1084—1147 (к Альморавидам)
- Сильвес: 1040—1063 (к Севилье); 1144-55 (к Альмохадам)
- Тавира: даты неизвестны
- Техада: 1145—1150 (к Альмохадам)
- Толедо: 1010/1031-1085 (к Кастилии)
- Тортоса: 1039—1060 (к Сарагосе); 1081/1082-1092 (к Денье)
- Хаэн: 1145—1159 (к Мурсии); 1168 (к Альмохадам)
- Херика[исп.]: даты неизвестны